# 1% (فلم)
1% فيلم من إخراج ستيفن ماك كالوم وبطولة ريان كور، دير لي ومات نوبل، الذي كتب أيضا في الفيلم.
تم عرضه لأول مرة في مهرجان تورونتو السينمائي الدولي 2017 في سبتمبر 2017 [2] حيث تم شراء الفيلم من قبل A24 لتوزيعه في لتوزيعه في أمريكا الشمالية.

## قصة
تدور أحداث الفيلم داخل العالم السفلي البدائي لعصابات نوادي الدراجات النارية الخارجة عن القانون، ويتبع الفيلم وريث عرش نادي الدراجات النارية، الذي يتعين عليه إنقاذ حياة شقيقه من خلال خيانة رئيسه.

## الممثلون
- مات نابل كرئيس كنوك
- ريان كور كنائب للرئيس بادو
- آبي لي كيرشو في دور كاترينا
- سيمون كيسيل في دور هايلي
- جوش ماكونفيل في دور سكينك
- آرون بيدرسن في دور سكر
- سام بارسونسون بدور المفصل
- إيدي بارو في دور ويبي
- جاكي ويليامز في دور جوزي

## روابط خارجية
- مقالات تستعمل روابط فنية بلا صلة مع ويكي بيانات